# John McGiver
John McGiver, född 5 november 1913 i New York, död 9 september 1975 i Fulton, New York, var en amerikansk skådespelare. Han var son till irländska invandrare och började sin yrkesbana som lärare i Bronx. Från 1955 fram till sin död 1975 medverkade han frekvent i amerikanska filmer och TV-produktioner. Han uppträdde ofta i komedier, där han för det mesta gjorde komiskt allvarliga karaktärer eller var stereotyp engelsman.

## Filmografi, urval
- 1957 – Ariane
- 1958 – Kärlek och reklam
- 1959 – Lusthuset
- 1961 – Frukost på Tiffany's
- 1962 – Hjärntvättad
- 1962 – Herr Hobbs tar semester
- 1963 – Hans vilda dotter
- 1963 – Nu är det kul igen
- 1964 – En flicka på kroken
- 1966 – Spion i trosor
- 1966 – Trassel med bruden
- 1967 – Fitzwilly i varuhusligan
- 1969 – Midnight Cowboy
- 1971 – Lagens man
- 1975 – Äppelknyckargänget